# La zingara
La zingara es una ópera semiseria (melodramma semiserio) en dos actos con música de Gaetano Donizetti y libreto de Andrea Leone Tottola. Se estrenó en el Teatro Nuovo de Nápoles el 12 de mayo de 1822.

## Personajes
| Personaje                     | Tesitura     | Reparto del estreno el 12 de mayo de 1822 |
| ----------------------------- | ------------ | ----------------------------------------- |
| Argilla                       | mezzosoprano | Giacinta Canonici                         |
| Inés                          | soprano      | Caterina Monticelli                       |
| Fernando                      | tenor        | Marco Venier                              |
| Don Ranuccio Zappador         | barítono     | Carlo Moncada                             |
| Don Sebastiano Álvarez        | bajo         | Giuseppe Fioravanti                       |
| Duca di Alziras               | tenor        | Alessandro Busti                          |
| Papaccione                    | bajo         | Carlo Casaccia                            |
| Amelia                        | soprano      | Francesca Ceccherini                      |
| Ghita                         | soprano      | Clementina Grassi                         |
| Manuelita                     | soprano      | Marianna Grassi                           |
| Antonio Álvarez               | tenor        | Raffaele Sarti                            |
| Sguiglio                      | tenor        | Raffaele Casaccia junior                  |
| Criados de Zappador, gitanos. |              |                                           |

## Discografía
| Año  | Reparto (Argilla, Ranuccio, Duca di Alziras, Sebastiano)         | Director de orquesta, Orquesta y coro                                         | Discográfica                                          |
| ---- | ---------------------------------------------------------------- | ----------------------------------------------------------------------------- | ----------------------------------------------------- |
| 2001 | Manuela Custer, Filippo Morace, Cataldo Gallone, Piero Terranova | Arnold Bosman, Orquesta Internacional de Italia, Coro de cámara de Bratislava | CD Audio : Dynamic Referencia: CDS396 Grabado en vivo |